# Hanbury Brown-Twiss-Effekt

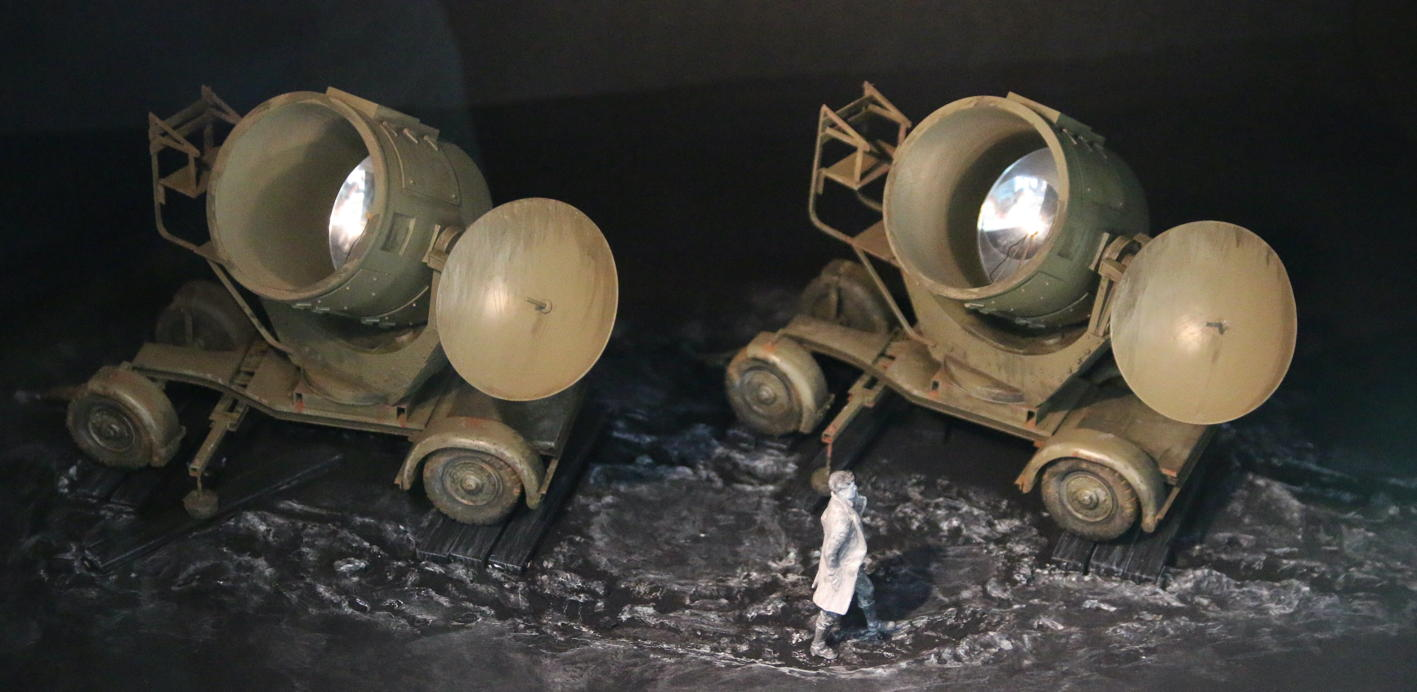
Szenorama zur Sternenbeobachtung mit 150-cm-Flugabwehr-Scheinwerfern beim Hanbury Brown-Twiss-Experiment - Ausstellung »Licht und Materie«, Modell (2024), Werkstätten des Deutschen Museums, 1. Juli 2024

In den 1950er Jahren entwickelten Robert Hanbury Brown und Richard Twiss ein Experiment zur genauen Messung des Winkeldurchmessers {\displaystyle \theta } von Sternen. Dazu zeichneten sie den Photostrom, der proportional zur Lichtintensität des Sterns ist, in zwei Photodetektoren auf und verglichen die Ströme zeitversetzt miteinander. Sie korrelierten die Ströme, bzw. interferierten die Lichtintensitäten. Mit zunehmendem Zeitversatz nahm die Übereinstimmung ab. Sie wiederholten diese Korrelationen mit zunehmendem seitlichen Versatz der Empfänger senkrecht zur Empfangsrichtung. Abhängig von der transversalen Kohärenzlänge {\displaystyle l_{\mathrm {c} }} verschwindet die Korrelation der Signale.
Das so aufgebaute Intensitätsinterferometer von Robert Hanbury Brown und Richard Twiss misst damit die transversale Kohärenzlänge {\displaystyle l_{\mathrm {c} }} des Strahlungsfeldes und erlaubt so die Bestimmung des Winkeldurchmessers {\displaystyle \theta } von Sternen
{\displaystyle l_{\mathrm {c} }={\frac {\lambda }{2\pi \theta }}\qquad \Rightarrow \qquad \theta ={\frac {\lambda }{2\pi l_{\mathrm {c} }}}\,,}
wobei {\displaystyle \lambda } die Beobachtungswellenlänge ist. Der Hanbury Brown-Twiss-Effekt tritt als Korrelation der Photoströme auf, die räumlich getrennte Photodetektoren von der Lichtintensität einer einzelnen hellen Lichtquelle empfangen.

## Prinzip des Hanbury Brown-Twiss-Experiments

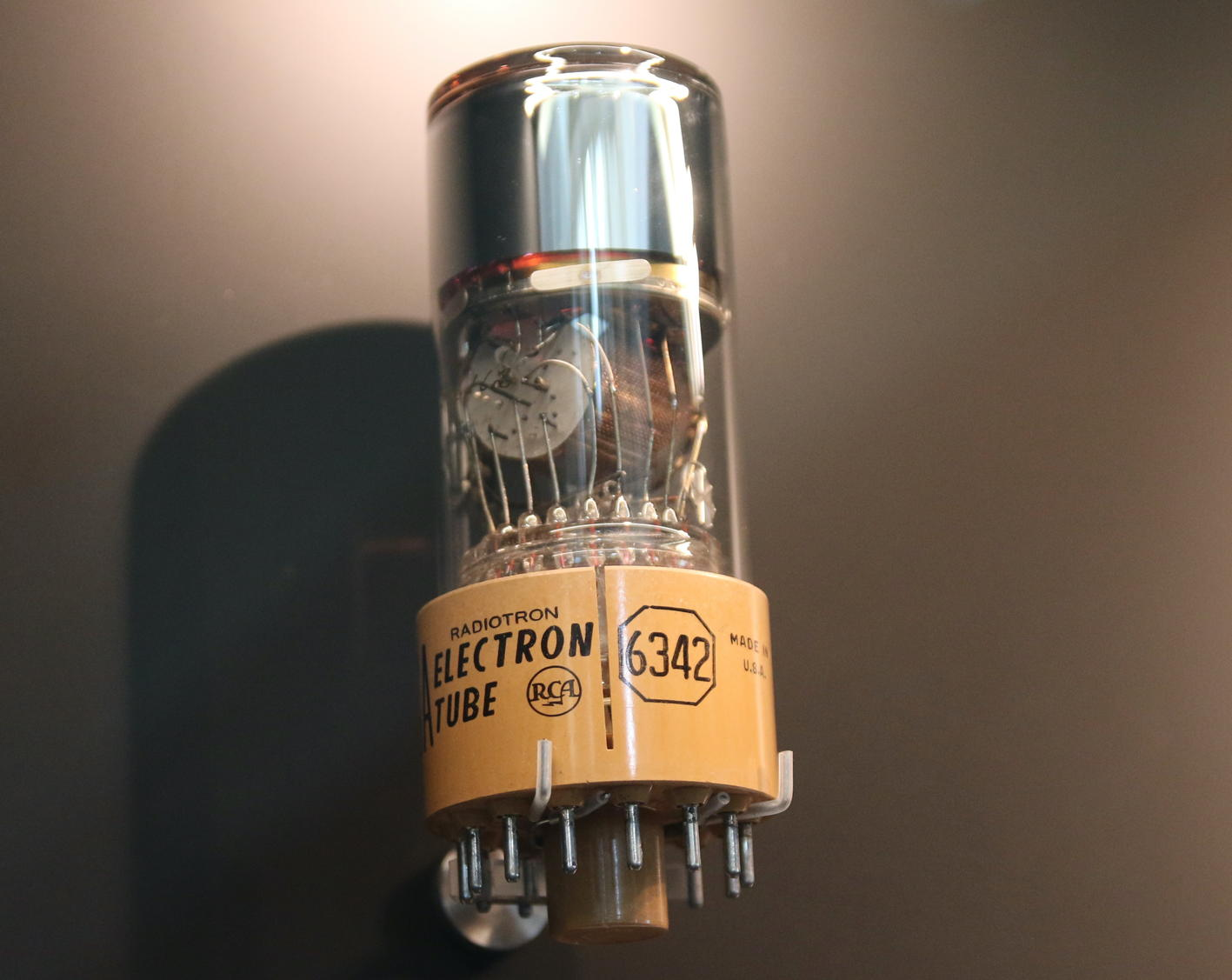
Photomultiplier RCA 6342A, Radio Corporation of America, Harrison, NJ, USA, 1950–1958 -Ausstellung »Licht und Materie« Deutsches Museum, 1. Juli 2024

1. Lichtintensität und Photodetektoren: Im Experiment wird das Licht einer Quelle, z. B. eines Sterns, gleichzeitig auf zwei räumlich getrennte Teleskope geleitet. Bei den Empfängern handelte es sich um ausgemusterte Parabolspiegel von 150-cm-Flak-Scheinwerfern, die das Licht der Sterne in ihrem Brennpunkt bündelten. Der Photomultiplier »RCA 6342A« wurde an der Stelle montiert, an der sich ursprünglich die Lampe des Scheinwerfers befand. Die Spiegel bündelten das Sternenlicht und lenkten es auf die Detektoren. Die Lichtintensität wurde an beiden Detektoren gemessen und die Korrelation der Detektorsignale analysiert.

2. Gleichzeitige Ankunft der Photonen: Überraschenderweise wurde festgestellt, dass Photonen, die von einer Quelle stammen, an beiden Detektoren zu ähnlichen Zeiten registriert werden. Dies führt zu einer Korrelation der gemessenen Intensitäten, obwohl die Photonen unabhängig voneinander sind. 
3. Klassische Erklärung: In der klassischen Optik wird der Hanbury Brown-Twiss-Effekt durch die Welleneigenschaften des Lichts beschrieben. Die Interferenz der Lichtwellen führt zu einer Korrelation der Intensitäten an verschiedenen Punkten. Die klassische Korrelationsfunktion als Intensität-Intensitäts-Korrelationsfunktion lautet
{\displaystyle g_{\text{kl}}^{(2)}(\tau )={\frac {\langle I(t)I(t+\tau )\rangle }{\langle I(t)\rangle ^{2}}}}
Hierbei gilt:
- {\displaystyle I(t)} ist die Intensität des Lichtfeldes zum Zeitpunkt {\displaystyle t},
- {\displaystyle \langle \cdot \rangle } bezeichnet den Mittelwert,
- {\displaystyle \tau } ist die Zeitdifferenz zwischen den Messungen der Intensität an den beiden Detektoren.

4. Quantenoptische Erklärung: Hier versagt das klassische Bild der unabhängigen Photonen. Die Intensität-Intensitäts-Korrelationsfunktion {\displaystyle g^{(2)}(\tau )} gibt die Wahrscheinlichkeit an, mit der ein zweites Photon zum Zeitpunkt {\displaystyle \tau } nach dem ersten registriert wird. Photonen sind ununterscheidbare Teilchen. Die Zustände Photon 1 in Detektor 1 und Photon 2 in Detektor 2 unterscheiden sich somit nicht von den Zuständen Photon 1 in Detektor 2 und Photon 2 in Detektor 1. Die Wahrscheinlichkeit {\displaystyle \Delta P}, zwei Teilchen gleichzeitig zu beobachten, ist also für ununterscheidbare Teilchen doppelt so groß wie für unterscheidbare Teilchen.
{\displaystyle \Delta P=|\langle {\text{Photon 1}}|{\text{Detektor 1}}\rangle \langle {\text{Photon 2}}|{\text{Detektor 2}}\rangle +\langle {\text{Photon 1}}|{\text{Detektor 2}}\rangle \langle {\text{Photon 2}}|{\text{Detektor 1}}\rangle |^{2}}
Photonen sind Bosonen. Daher das Pluszeichen in der obigen Wahrscheinlichkeitsangabe. Für Fermionen ist ein Minuszeichen zu verwenden.
5. Anwendungen: Der Hanbury Brown-Twiss-Effekt wurde ursprünglich zur Bestimmung des Durchmessers von Sternen verwendet, indem die Korrelationen zwischen den Photonen von Sternen gemessen wurden. Heute umfasst der Hanbury Brown-Twiss-Effekt eine Reihe von Korrelationen und Antikorrelationen in der Intensität der von zwei Detektoren empfangenen Strahlen. Diese Effekte lassen sich auf den Welle-Teilchen-Dualismus des Strahls zurückführen, wobei sich das Verhalten je nach Teilchenart (Fermionen oder Bosonen) unterscheidet.

## Fazit
Der Hanbury Brown-Twiss-Effekt zeigt, dass Licht nicht nur eine Wellen-, sondern auch eine Teilchennatur besitzt und dass Photonen, obwohl sie unabhängig voneinander emittiert werden, statistische Korrelationen aufweisen.